# فليفلة صينية
الفليفلة الصينية نوع نباتي يتبع جنس الفليفلة من الفصيلة الباذنجانية.

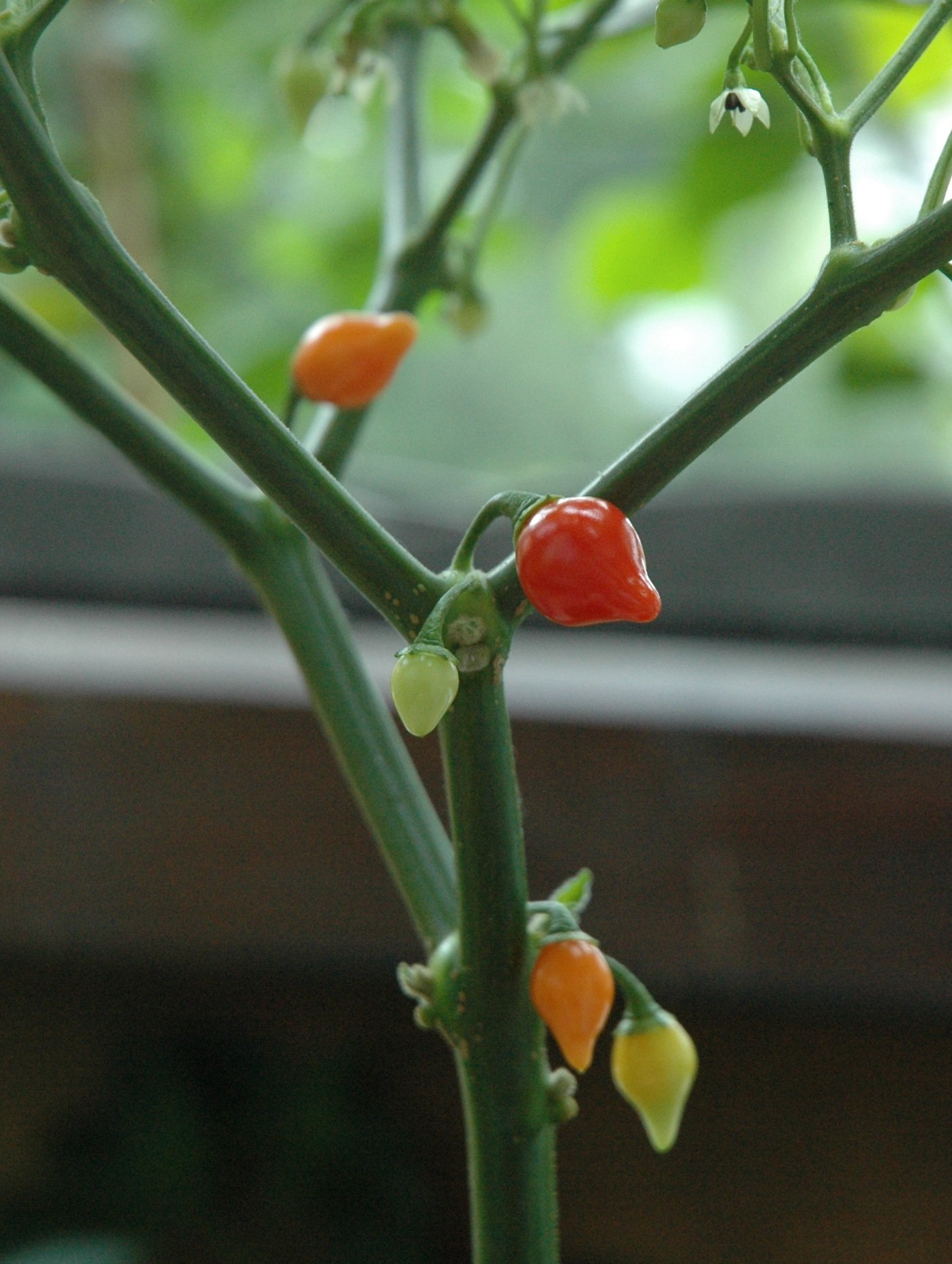
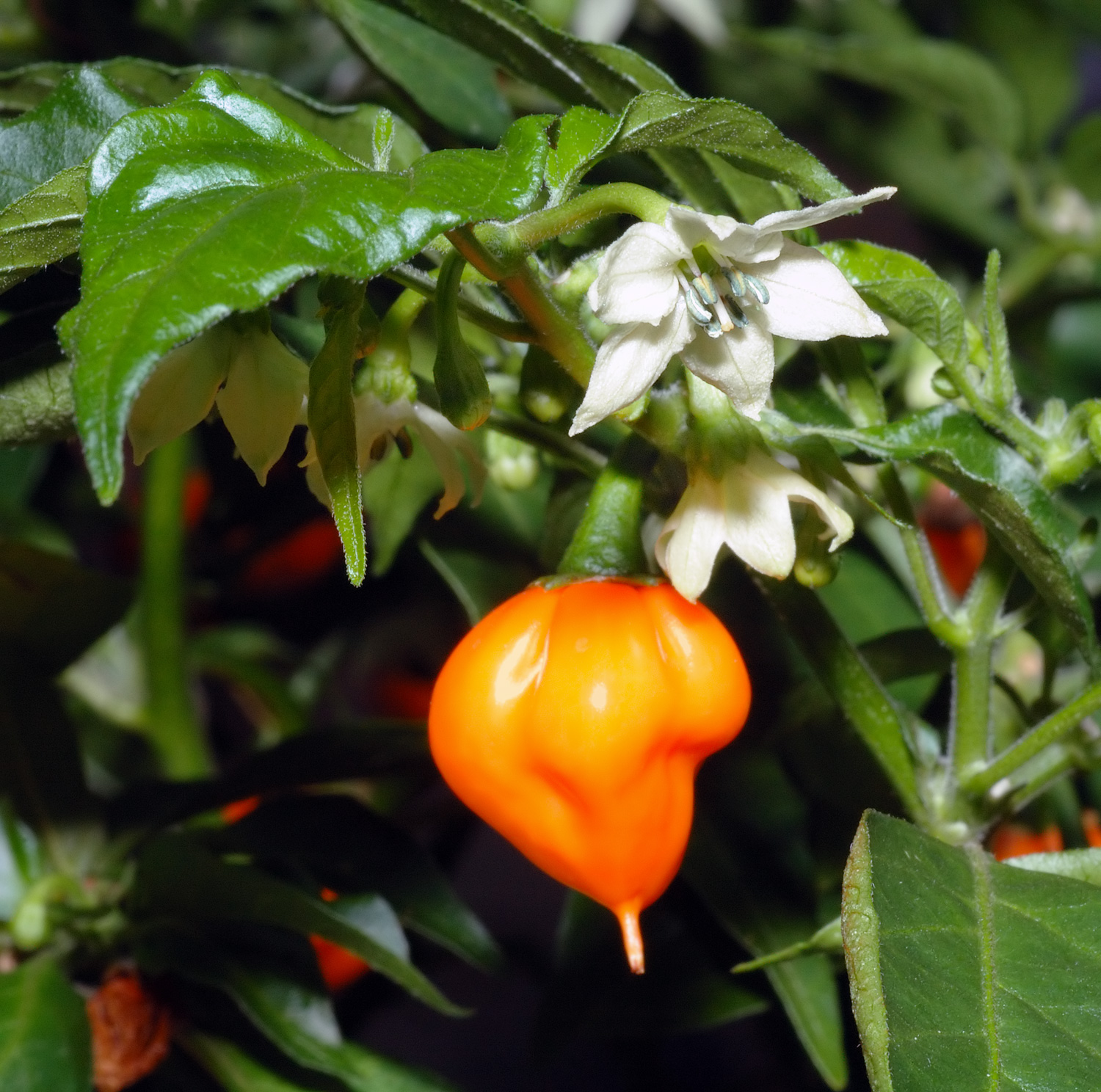
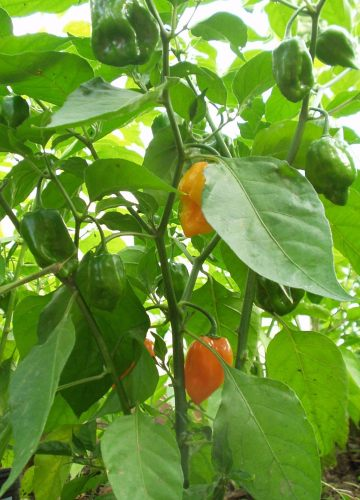
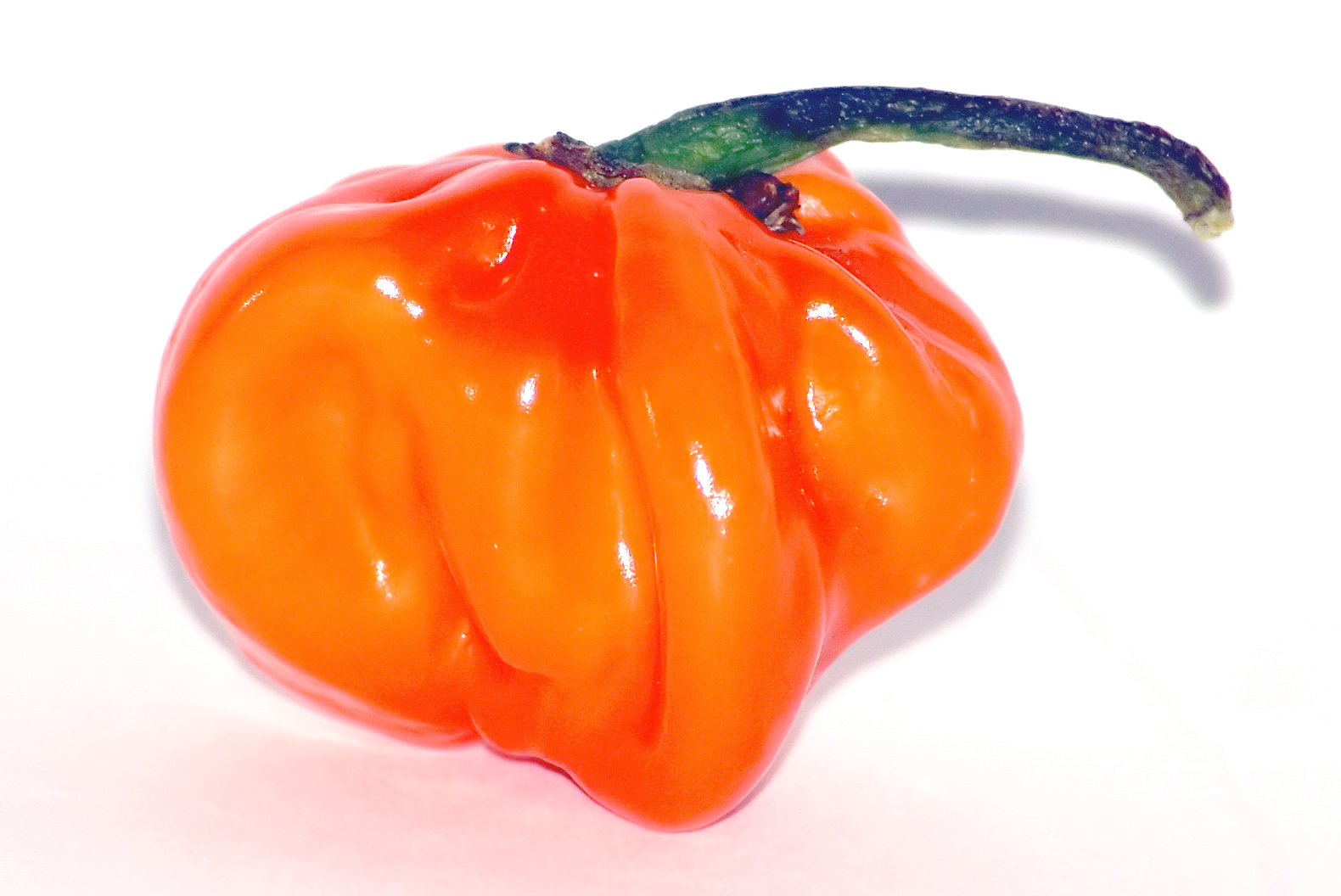

## البيئة والتأقلم
موطنه الأمريكتين.

## الوصف النباتي
نبات عشبي معمر في المناطق الاستوائية. النبات منضغط يصل ارتفاعه إلى نصف متر. يعرف بمذاقه الحريف الاستثنائي من حيث القوة.